# Margaret Walker
Pour les articles homonymes, voir Walker.
Margaret Walker, née le 7 juillet 1915 et morte le 30 novembre 1998, est une poète et écrivaine américaine. Faisant partie du mouvement littéraire afro-américain de Chicago, on compte parmi ses œuvres notables le poème For My People (1942) et le roman Jubilee (en) (1966), mis en scène dans le cadre de la Guerre de Sécession.
Walker est la première afro-américaine à recevoir un prix littéraire national aux États-Unis.

## Biographie
Margaret Walker naît à Birmingham (Alabama) elle la fille de Sigismund et Marion (née Dozier) Walker. Ces derniers lui enseignent la philosophie et la poésie au cours de son enfance. 
La famille Walker déménage à La Nouvelle-Orléans alors que Margaret est encore enfant. Elle y effectue des études, puis déménage à Chicago.
En 1936, Walker obtient un Bachelor of Arts  de l'université Northwestern. L'année suivante, elle est engagée sur le Federal Writers’ Project de la Work Projects Administration. Elle devient également membre du South Side Writers Group (en), qui comprend également des auteurs tels Richard Wright, Arna Bontemps, Fenton Johnson (en), Theodore Ward (en) et Frank Marshall Davis (en).
En 1940, elle obtient une maîtrise en création littéraire de l'université de l'Iowa. En 1965, elle obtient un Ph.D de la même institution.
Walker épouse Firnist Alexander en 1943 et déménage au Mississippi. Le couple aura 4 enfants et s'installera à Jackson.

## Œuvres
- (en) For My People, Ayer, 1942, 58 p. (ISBN 978-0-405-01902-9) (reprint 1968)
- (en) Prophets for a New Day, éd. Broadside Press, 1970
- (en) October Journey, Broadside Press (en), 1973, 38 p. (ISBN 978-0-910296-96-0)
- (en) Richard Wright: Daemonic Genius, éd. Harper Paperbacks, 1988
- (en) This Is My Century : New and Collected Poems, University of Georgia Press, 1989, 209 p. (ISBN 978-0-8203-1135-7)
- (en) On Being Female Black Free: Margaret Walker 1932-1992, éd. University Tennessee Press, 1997
- (en) Literature Connections English, éd. McDougal Littell, Incorporated, 1997
- (en) Jubilee, Houghton Mifflin Harcourt, 1999, 497 p. (ISBN 978-0-395-92495-2, lire en ligne)
- (en) How I Wrote Jubilee and Other Essays on Life and Literature, Feminist Press, 1990 (ISBN 978-1-55861-004-0, lire en ligne)